# Europees Formule 3-kampioenschap
Het Europees Formule 3-kampioenschap was de officiële naam voor het Europese kampioenschap in de Formule 3, georganiseerd door de FIA.

## Geschiedenis
In 1966 ontstond het kampioenschap als een kampioenschap van één race voor landenteams, genaamd de Formule 3 Nations European Cup. In 1975 werd het een volledig kampioenschap. In 1984 hield het kampioenschap op te bestaan en werd vervangen door de Europese Formule 3 Cup, wat ook een kampioenschap van één race werd.
In 1987 ontstond er een nieuw Europees Formule 3-kampioenschap genaamd de F3 Euroseries, maar deze kende slechts één seizoen. Een continentaal kampioenschap genaamd Formule 3 Euroseries startte in 2003 als een samenwerking tussen de Duitse en Franse Formule 3-kampioenschappen.
Na één seizoen van de Formule 3 International Trophy in 2011, besloot de FIA om het Europees Formule 3-kampioenschap nieuw leven in te blazen. Een groot deel van dit kampioenschap wordt samen gehouden met de Formule 3 Euroseries, dat aan het eind van 2012 werd opgeheven.
Naast de kampioenen hebben ook bekende andere coureurs meegedaan aan het kampioenschap. Van deze coureurs hebben Daniil Kvjat, Max Verstappen, Felipe Nasr, Carlos Sainz jr., Pascal Wehrlein, Antonio Giovinazzi, Charles Leclerc en George Russell in de Formule 1 gereden.
Vanaf 2019 wordt het Europees Formule 3-kampioenschap niet meer gehouden, nadat het met de GP3 Series wordt samengevoegd om het FIA Formule 3-kampioenschap te vormen. Wel zullen de auto's van het kampioenschap gebruikt worden voor een nieuwe Formule 3-klasse die in het voorprogramma van de DTM zal worden georganiseerd.

## Kampioenen
| Jaar        | Coureur                     | Team                        |
| ----------- | --------------------------- | --------------------------- |
| 1975        | Larry Perkins               | Team Cowangie               |
| 1976        | Riccardo Patrese            | Trivellato Racing           |
| 1977        | Piercarlo Ghinzani          | AFMP Euroracing             |
| 1978        | Jan Lammers                 | Racing Team Holland         |
| 1979        | Alain Prost                 | Oreca                       |
| 1980        | Michele Alboreto            | Euroracing                  |
| 1981        | Mauro Baldi                 | Euroracing                  |
| 1982        | Oscar Larrauri              | Euroracing                  |
| 1983        | Pierluigi Martini           | Pavesi Racing               |
| 1984        | Ivan Capelli                | Enzo Coloni Racing          |
| 1985 - 2011 | Kampioenschap niet gehouden | Kampioenschap niet gehouden |
| 2012        | Daniel Juncadella           | Prema Powerteam             |
| 2013        | Raffaele Marciello          | Prema Powerteam             |
| 2014        | Esteban Ocon                | Prema Powerteam             |
| 2015        | Felix Rosenqvist            | Prema Powerteam             |
| 2016        | Lance Stroll                | Prema Powerteam             |
| 2017        | Lando Norris                | Carlin                      |
| 2018        | Mick Schumacher             | Prema Theodore Racing       |